# Hypokaliëmie
Hypokaliëmie is een te lage concentratie kalium in het bloed. Het is een elektrolytstoornis. Een te laag kaliumgehalte kan verschillende symptomen hebben, waarvan de belangrijkste zijn spierverval (rhabdomyolyse), verlamming (paralyse) en hartritmestoornissen; deze zijn zichtbaar op een ECG.
Afhankelijk van de kaliumconcentratie in het bloed wordt gesproken over hypokaliëmie (te lage concentratie), van een normale concentratie, of van hyperkaliëmie (te hoge concentratie). Zie de tabel:
| Kaliumconcentratie | Classificatie              |
| ------------------ | -------------------------- |
| < 2,5 mmol/L       | ernstige hypokaliëmie      |
| 2,5-3,5 mmol/L     | milde hypokaliëmie         |
| 3,5-5,0 mmol/L     | normale kaliumconcentratie |
| > 5 mmol/L         | hyperkaliëmie              |

## Fysiologie
Kalium is in het lichaam een van de elektrolyten (naast natriumionen, chlorideionen en bicarbonaationen).
Het speelt een belangrijke rol in het lichaam zoals bij signaaloverdracht in zenuwen, aanmaak van eiwitten en aanmaak van glycogeen. Anders dan bij natrium bevindt maar 2% van het totale lichaamskalium zich buiten de cellen en de kaliumconcentratie in het bloed is dan ook relatief laag (3,5-5,0mmol/L). Binnen de cellen is de concentratie vele malen hoger (140 mmol/L). Deze verhouding moet door de natrium-kaliumpomp in stand gehouden worden. Deze pompen kunnen beïnvloed worden door onder andere insuline, waardoor het kalium in de cel gaat. Opname van kalium verloopt via het maag-darmstelsel en uitscheiding via de nieren. De balans tussen opname en uitscheiding wordt in de nieren en de darm gereguleerd door het hormoon aldosteron. 

## Oorzaken
De oorzaken van hypokaliëmie kunnen worden onderverdeeld in verminderde kalium-inname, kaliumverlies en veranderde verdeling. 
|                      | Oorzaken |
| -------------------- | --- |
| Verminderde inname   | anorexie, kaliumarm dieet. |
| Verlies              | Verlies via de nieren (renaal verlies): Hyperaldosteronisme, te veel aan mineralocorticoïden, glycyrrizinezuur (in drop, zoethout en zoethoutthee, kauwgom enz.), genetische nierafwijkingen, congenitale bijnierhyperplasie, toegenomen natriumuitscheiding door het gebruik van diuretica of het gebruik van andere medicamenten zoals protonpompremmers. |
| Verlies              | Verlies via het maag-darmstelsel (gastro-intestinaal verlies): braken, neus-maagsonde, diarree (infectieus, tumor), verminderde opname (malabsorptie), ileostoma, laxeermiddelen, klei-eters. |
| Verlies              | Verlies via de huid: Erg veel zweten en brandwonden. |
| Veranderde verdeling | Stijging van de pH buiten de cel (extracellulaire pH), teveel aan insuline, toegenomen bèta-adrenerge activiteit, hypokaliëmische periodieke paralyse (soms bij thyreotoxicose), Behandeling van bloedarmoede met vitamine B12, foliumzuur, een lage lichaamstemperatuur, chloroquine-intoxicatie, dialyse.                                                 |

## Symptomen
Er zijn veel verschillende klachten (symptomen) die kunnen voorkomen bij een hypokaliëmie, maar vaak bestaat een hypokaliëmie zonder symptomen. Symptomen die voor kunnen komen zijn: 

#### Neurologischeenspierklachten
- Spierzwakte en verlamming (paralyse)
- Spierkramp
- Spierpijn (myalgie)
- Verminderde reflexen
- Gevoelsstoornissen (paresthesieën)

#### Maag-darmstelsel
- Het stoppen van de normale darmpassage (ileus)
- Verstopping (obstipatie)
- Misselijkheid, braken
- Hevige diarree

#### Hormoonstelsel (endocrien systeem)
- Een te hoge glucose concentratie (hyperglykemie)
- Koolhydraatintolerantie

#### Hart(cardiaal)
- ECG-afwijkingen (QT-verlenging met risico op Torsade de Pointes, een prominente U-golf, eventueel T-topvervlakking en -inversie, ST-depressie)
- Afbraak van spieren (rabdomyolyse)

#### Nierfunctie
- Urine niet meer kunnen concentreren (nefrogene diabetes insipidus, polyurie, polydipsie)

## Diagnostiek
Om de oorzaak van de hypokaliëmie te bepalen wordt er eerst een anamnese afgenomen. Naar aanleiding van de anamnese kunnen er verschillende onderzoeken worden gedaan. Een urine onderzoek kan vaak aantonen of er sprake is van kalium verlies via de nieren. Een bloedgas kan een verstoring van het  zuur-base-evenwicht in het bloed aantonen. Samen met onderzoeken in de urine (chloor), bloed (aldosteron, insuline, magnesium) en berekenen van het anion-gap kan vaak de oorzaak van de hypokaliëmie worden vastgesteld. 

## Behandeling
De behandeling is afhankelijk van de ernst van de hypokaliëmie en de oorzaak van de hypokaliëmie. Wanneer de oorzaak bekend is, is het van belang om deze oorzaak indien mogelijk weg te nemen. Om het tekort aan kalium aan te vullen, wordt er berekend hoeveel kalium er gegeven moet worden, wat kan dat via een infuus of oraal. Het kalium moet geleidelijk worden aangevuld en er moet regelmatig een controle plaatsvinden om een hyperkaliëmie te voorkomen.